# Europawahl in Portugal 2024
- BE: 1
- CDU: 1
- PS: 8
- IL: 2
- AD: 7
- CH: 2

- Linke: 2
- S&D: 8
- RE: 2
- EVP: 7
- PfE: 2

Die Europawahl in Portugal 2024 fand am 9. Juni als Teil der EU-weiten Europawahl 2024 statt. Sie war die neunte Wahl zum Europäischen Parlament. In Portugal wurden 21 der 720 Abgeordneten des Europaparlaments gewählt.

## Wahlrecht
Die Wahl erfolgte nach dem Verhältniswahlrecht, wobei ganz Portugal als einheitlicher Wahlkreis galt. Die Verteilung erfolgte nach dem D’Hondt-Verfahren.
Es gab keine explizite Sperrklausel, durch das Sitzzuteilungsverfahren ergab sich jedoch eine implizite Hürde von etwa 4,5 % der Stimmen.
Wahlberechtigt waren alle Bürger mit portugiesischer Staatsbürgerschaft über 18 Jahre, Bürger der Europäischen Union, die in Portugal leben und im Ausland lebenden Portugiesen. Voraussetzung für die Wahlberechtigung war, sich im Wahlverzeichnis eintragen zu lassen.

## Ausgangslage

### Scheidendes Parlament
| Fraktion                       | Fraktion                                               | Mandate | Partei                                        | Partei                   | Mandate |
| ------------------------------ | ------------------------------------------------------ | ------- | --------------------------------------------- | ------------------------ | ------- |
|                                | Fraktion der Progressiven Allianz der Sozialdemokraten | 9 / 21  |                                               | Partido Socialista       | 9 / 21  |
|                                | Fraktion der Europäischen Volkspartei                  | 7 / 21  |                                               | Partido Social Democrata | 6 / 21  |
|                                | Fraktion der Europäischen Volkspartei                  | 7 / 21  | Centro Democrático e Social – Partido Popular | 1 / 21                   |         |
|                                | Die Linke im Europäischen Parlament – GUE/NGL          | 4 / 21  |                                               | Bloco de Esquerda        | 2 / 21  |
|                                | Die Linke im Europäischen Parlament – GUE/NGL          | 4 / 21  | Coligação Democrática Unitária                | 2 / 21                   |         |
|                                | Die Grünen/Europäische Freie Allianz                   | 1 / 21  |                                               | Unabhängige              | 1 / 21  |
|                                |                                                        |         |                                               |                          |         |
| Quelle: Europäisches Parlament |                                                        |         |                                               |                          |         |

### Listen und Parteien
| N.                                    | Liste | Liste                                  | Partei                                 | Partei                                 | Europapartei |
| ------------------------------------- | ----- | -------------------------------------- | -------------------------------------- | -------------------------------------- | ------------ |
| 1                                     |       | LIVRE (L)                              | LIVRE (L)                              | LIVRE (L)                              | EGP          |
| 2                                     |       | Bloco de Esquerda (BE)                 | Bloco de Esquerda (BE)                 | Bloco de Esquerda (BE)                 | EL           |
| 3                                     |       | Movimento Alternativa Socialista (MAS) | Movimento Alternativa Socialista (MAS) | Movimento Alternativa Socialista (MAS) | –            |
| 4                                     |       | Iniciativa Liberal (IL)                | Iniciativa Liberal (IL)                | Iniciativa Liberal (IL)                | ALDE         |
| 5                                     |       | Pessoas – Animais – Natureza (PAN)     | Pessoas – Animais – Natureza (PAN)     | Pessoas – Animais – Natureza (PAN)     | EGP          |
| 6                                     |       | Partido da Terra (MPT)                 | Partido da Terra (MPT)                 | Partido da Terra (MPT)                 | –            |
| 7                                     |       | Reagir Incluir Reciclar (RIR)          | Reagir Incluir Reciclar (RIR)          | Reagir Incluir Reciclar (RIR)          | –            |
| 8                                     |       | Alternativa Democrática Nacional (ADN) | Alternativa Democrática Nacional (ADN) | Alternativa Democrática Nacional (ADN) | –            |
| 9                                     |       | Chega (CH)                             | Chega (CH)                             | Chega (CH)                             | ID           |
| 10                                    |       | Aliança Democrática (AD)               |                                        | Partido Social Democrata (PPD/PSD)     | EVP          |
| 10                                    |       | Aliança Democrática (AD)               | CDS – Partido Popular (CDS-PP)         | EVP                                    |              |
| 10                                    |       | Aliança Democrática (AD)               | Partido Popular Monárquico (PPM)       | ECPM                                   |              |
| 11                                    |       | Volt Portugal (VP)                     | Volt Portugal (VP)                     | Volt Portugal (VP)                     | Volt         |
| 12                                    |       | Ergue-te (E)                           | Ergue-te (E)                           | Ergue-te (E)                           | –            |
| 13                                    |       | Partido Socialista (PS)                | Partido Socialista (PS)                | Partido Socialista (PS)                | SPE          |
| 14                                    |       | Coligação Democrática Unitária (CDU)   |                                        | Partido Comunista Português (PCP)      | –            |
| 14                                    |       | Coligação Democrática Unitária (CDU)   | Partido Ecologista Os Verdes (PEV)     | EGP                                    |              |
| 15                                    |       | Nova Direita (ND)                      | Nova Direita (ND)                      | Nova Direita (ND)                      | –            |
| 16                                    |       | Partido Trabalhista Português (PTP)    | Partido Trabalhista Português (PTP)    | Partido Trabalhista Português (PTP)    | –            |
| 17                                    |       | Nós, Cidadãos! (NC)                    | Nós, Cidadãos! (NC)                    | Nós, Cidadãos! (NC)                    | –            |
|                                       |       |                                        |                                        |                                        |              |
| Quelle: Comissão Nacional de Eleições |       |                                        |                                        |                                        |              |

## Ergebnis

### Nach Parteien
| Listen                   | Listen                                        | Stimmen    | %    | Mandate   | +/-         |
| ------------------------ | --------------------------------------------- | ---------- | ---- | --------- | ----------- |
|                          | Partido Socialista                            | 1.267.106  | 32,1 | 8         | ▼1          |
|                          | Aliança Democrática PPD/PSD CDS–PP PPM Unabh. | 1.228.787  | 31,1 | 7 5 1 0 1 | Neu ▼1 ▬ ▲1 |
|                          | Chega                                         | 386.705    | 9,8  | 2         | ▲2          |
|                          | Iniciativa Liberal                            | 358.458    | 9,1  | 2         | ▲2          |
|                          | Bloco de Esquerda                             | 168.079    | 4,3  | 1         | ▼1          |
|                          | Coligação Democrática Unitária PCP PEV        | 162.769    | 4,1  | 1 0       | ▼1 ▼1 ▬     |
|                          | LIVRE                                         | 148.492    | 3,8  | –         | –           |
|                          | Alternativa Democrática Nacional              | 54.075     | 1,4  | –         | –           |
|                          | Pessoas – Animais – Natureza                  | 48.044     | 1,2  | –         | ▼1          |
|                          | Volt Portugal                                 | 9.572      | 0,2  | –         | –           |
|                          | Ergue-te                                      | 8.463      | 0,2  | –         | –           |
|                          | Nova Direita                                  | 6.448      | 0,2  | –         | –           |
|                          | Reagir Incluir Reciclar                       | 6.397      | 0,2  | –         | –           |
|                          | Movimento Alternativa Socialista              | 5.057      | 0,1  | –         | –           |
|                          | Partido da Terra                              | 4.610      | 0,1  | –         | –           |
|                          | Partido Trabalhista Português                 | 4.307      | 0,1  | –         | –           |
|                          | Nós, Cidadãos!                                | 4.242      | 0,1  | –         | –           |
| Ungültige Stimmen        | Ungültige Stimmen                             | 77.942     | 2,0  | –         | –           |
| Gesamt                   | Gesamt                                        | 3.949.553  | 100  | 21        | –           |
|                          |                                               |            |      |           |             |
| Gültige Stimmen          | Gültige Stimmen                               | 3.871.611  | –    |           |             |
| Leere Stimmzettel        | Leere Stimmzettel                             | 47.425     | 1,2  |           |             |
| Ungültige Stimmzettel    | Ungültige Stimmzettel                         | 30.517     | 0,8  |           |             |
| Wähler                   | Wähler                                        | 3.949.553  | 36,5 |           |             |
| Wahlberechtigte          | Wahlberechtigte                               | 10.830.565 |      |           |             |
|                          |                                               |            |      |           |             |
| Quelle: Innenministerium |                                               |            |      |           |             |

### Fraktionen im Europaparlament
| Fraktion | Fraktion                                               | Mandate | Partei                                                 | Partei                         | Mandate |
| -------- | ------------------------------------------------------ | ------- | ------------------------------------------------------ | ------------------------------ | ------- |
|          | Fraktion der Progressiven Allianz der Sozialdemokraten | 8 / 21  |                                                        | Partido Socialista (PS)        | 8 / 21  |
|          | Fraktion der Europäischen Volkspartei                  | 7 / 21  |                                                        | Partido Social Democrata (PSD) | 5 / 21  |
|          | Fraktion der Europäischen Volkspartei                  | 7 / 21  | Centro Democrático e Social – Partido Popular (CDS-PP) | 1 / 21                         |         |
|          | Fraktion der Europäischen Volkspartei                  | 7 / 21  | Unabhängiger                                           | 1 / 21                         |         |
|          | Patrioten für Europa                                   | 2 / 21  |                                                        | Chega (CH)                     | 2 / 21  |
|          | Renew Europe                                           | 2 / 21  |                                                        | Iniciativa Liberal (IL)        | 2 / 21  |
|          | Die Linke im Europäischen Parlament – GUE/NGL          | 2 / 21  |                                                        | Bloco de Esquerda (BE)         | 1 / 21  |
|          | Die Linke im Europäischen Parlament – GUE/NGL          | 2 / 21  | Partido Comunista Português (PCP)                      | 1 / 21                         |         |